# Иловајск
Иловајск (укр. Ілова́йськ) — градић је у Доњецкој англомерацији, према украјинском законодавству — град регионалног значаја, подређен је Харциском градском савету као делу Украјине. Де факто — од 2014. године овај простор је под контролом самопроглашене Доњецке Народне Републике.

## Историја
Основан је 60-тих година 19. века као контролни пункт № 17 на железничкој линији Харков— Таганрог. Назван је по племићима Иловајскима чији су преци настањивали простор на овом путу.
Село је почела да се убрзано развија још од краја 80-их година XIX века након повезивања Курско-Харковско-Азовске пруге са Екатерининском.
Након изградње другог дела Екатеининске пруге (Долгинцево-Волноваха-Иловајск-Дебаљцево) од 1902—1904. године Иловајск је постао чворишна станица.
Дана 22. маја 1919. у станици Иловајск састали су се Главнокомандујући Оружаних Снага Јужне Русије Деникин и генерал-потпуковник В. З. Маи-Мајевски, када је овај био именован командант добровољачке војске.
Због прилива великог броја радника повећао се број становника током 1903. године тако да је број житеља нарастао на 900 људи. Статус града Иловајск је стекао 1938. године.

## Иловајск за време Великог отаџбинског рата
Дана 22. октобра 1941. године совјетске власти и трупе напустиле су град, који су затим окупирале немачке трупе, 4. септембра 1943. године совјетска војска Јужног фронта ослободила га је немачке окупације током Донбаске операције:
- 2-га гардијска армија у саставу :13-тог стрељачког корпуса(генерал-мајор Чанчибадзе Порфириј Георгиевич) у саставу: 295. стрељачке дивизије (пуковник Дорофејев, Александар Петрович ), 302-га стрељачка дивизија (генерал-мајор Родионов, Алексеј Павлович), део војске 151-ве стрељачке дивизије (генерал-мајор Подшивајлов, Денис Протасович); део снага 33-ће гардијске тенковске бригаде (пуковник Бабенко, Иван Михајлович), 62-ге гардијског тешког артиљеријског пука (подпуковник Анисимов, Митрофан Митрофанович); део војске 8-ме ловачке противтенковске бригаде (генерал-мајор артиљерије. Шалунов, Јаков Дмитриевич).
- Пета ударна армија у саставу: 3 гардијски стрељачки корпус (генерал-мајор Белов, Александар Иванович), у саставу: 96. стрељачке дивизије (пуковник Левин, Семјонн Самуилович), део војске 54. гардијске стрељачке дивизије (генерал-мајор Данилов, Михаил Матвејевич).

Трупе које су учествовале у ослобађању Донбаса заузеимале су места по правцу, Иловајск, Артемовск, Горловка, Дебаљцево, Енакиево, Константиновка, Чистјаково (сада Торез) и друге градове према редоследу који је наредио Врховни командант Ј. В. Стаљин својим указом од 8. септембра 1943. године у знак захвалности због победе у главном граду Совјетског Савеза Москви наредио је да се испали 20 артиљеријских плотуна из 224 оруђа.
Указом Врховног Команданста Ј. В. Стаљна током прославе победе, јединице из састава различитих формација које су учествовале у ослобађању Иловајска назване су једним заједничким називом“Иловајске”.
- 96 гардијска стрељачка дивизија (пуковник Љевин, Семјон Самуилович)[12]..

### Бој за Иловајск 2014. године
Током 2014. године, за време оружаног сукоба у Источној Украјини, у непосредној близини града као и у самом граду вођене су жестоке борбе између устаника ДНР и оружаних снага Украјине. Као резултат борби, град је остао под контролом ДНР, чији су борци нанели озбиљан пораз украјинској војсци, где су према бројним наводима, украјинске снаге претрпеле значајне губитке. Објекти и инфраструктура града у великој мери су били разрушени током сукоба. Представници самопроглашене Доњецке Народне Републике прогласили су Иловајск “Градом- херојем”. То се догодило на састанку са грађанима, а биле су то речи председавајућег Националног Савета ДНР Дениса Пушилина.

### Симболика
Дана 4. децембра 2015. Иловајски градски савет усвојио је нови амблем града (аутора Муковнин, М. В. Лјаника).

### Након сукоба
Већина становника се вратила у град. Данас се Иловајск обнавља, обновљено је много објеката (укључујући куће). Међутим, око 10% иловајчана се није вратило својим кућама.

## Индустрија и транспорт
Велики железнички чвор (Иловајска станица).
Становништво у граду је углавном запослено у предузећима железничког превоза. Од 2016. просечна плата у граду је око 4000-5000 руских рубаља.
Око 40% запослених у националној економији ради у Иловајском одељењу Доњецке железнице. Иловајску је познат по томе што је у њему раније било пуно пекара, хлеб из овог места у совјетско време био је сматран најбољим у земљи, али данас је изгубио доста од своје некадашње славе. Већина људи запослена је у приватним предузећима, или ради у већим градовима (Харцизск, Макејевка, Доњецка итд.) .
Образовни систем у Иловајску до 2008. године сачињавале су 4 школе. Али после 2008. године две школе (12 и 15) су спојене у једну школу под називом УВК №1(касније преименоване у школу №12). Данас у Иловајску постоје 3 школе (12, 13, 14.). Такође, у Иловајску раде 3 вртића, од којих је један тренутно затворен због реновирања. Иако их је било 5 – један који је био под управом школе №12 престао је са радом, а затим је објекат демонтиран; а други је пребачен у приватно власништво, а затим је спаљен (пре рата). У граду постоји и школа уметности, која служи за образовање младих талената. Такође постоје и “Палата култура” и спортски комплекс са стадионом.
Гасификован је само западни део града.